# Edenlandia
Edenlandia est un parc d'attractions italien situé à Naples, sur le littoral au sud de la ville, proche de la côte méditerranéenne. Ce parc familial dispose de plusieurs attractions allant des montagnes russes aux parcours scéniques, en passant par les traditionnels carrousels.

## Histoire

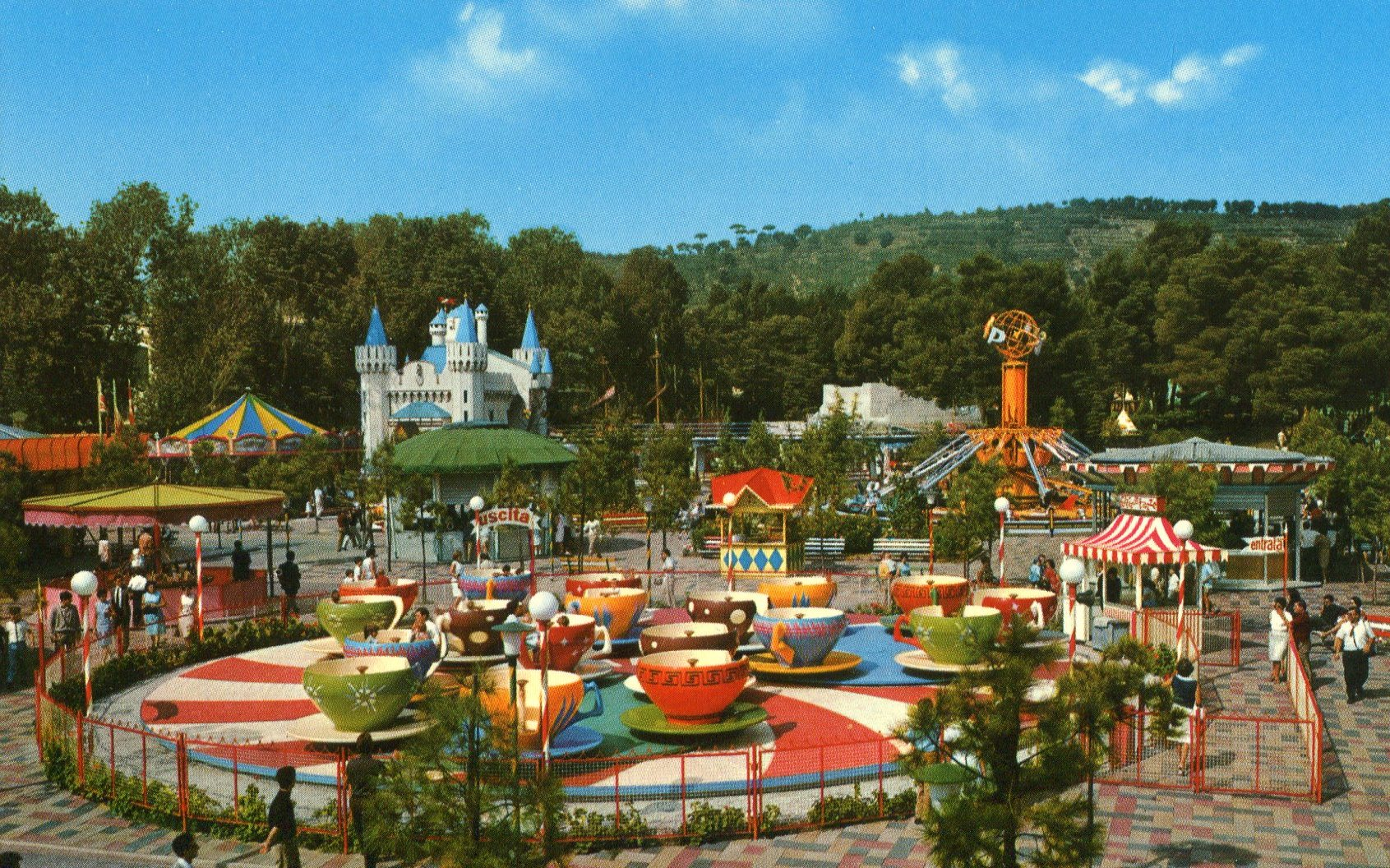
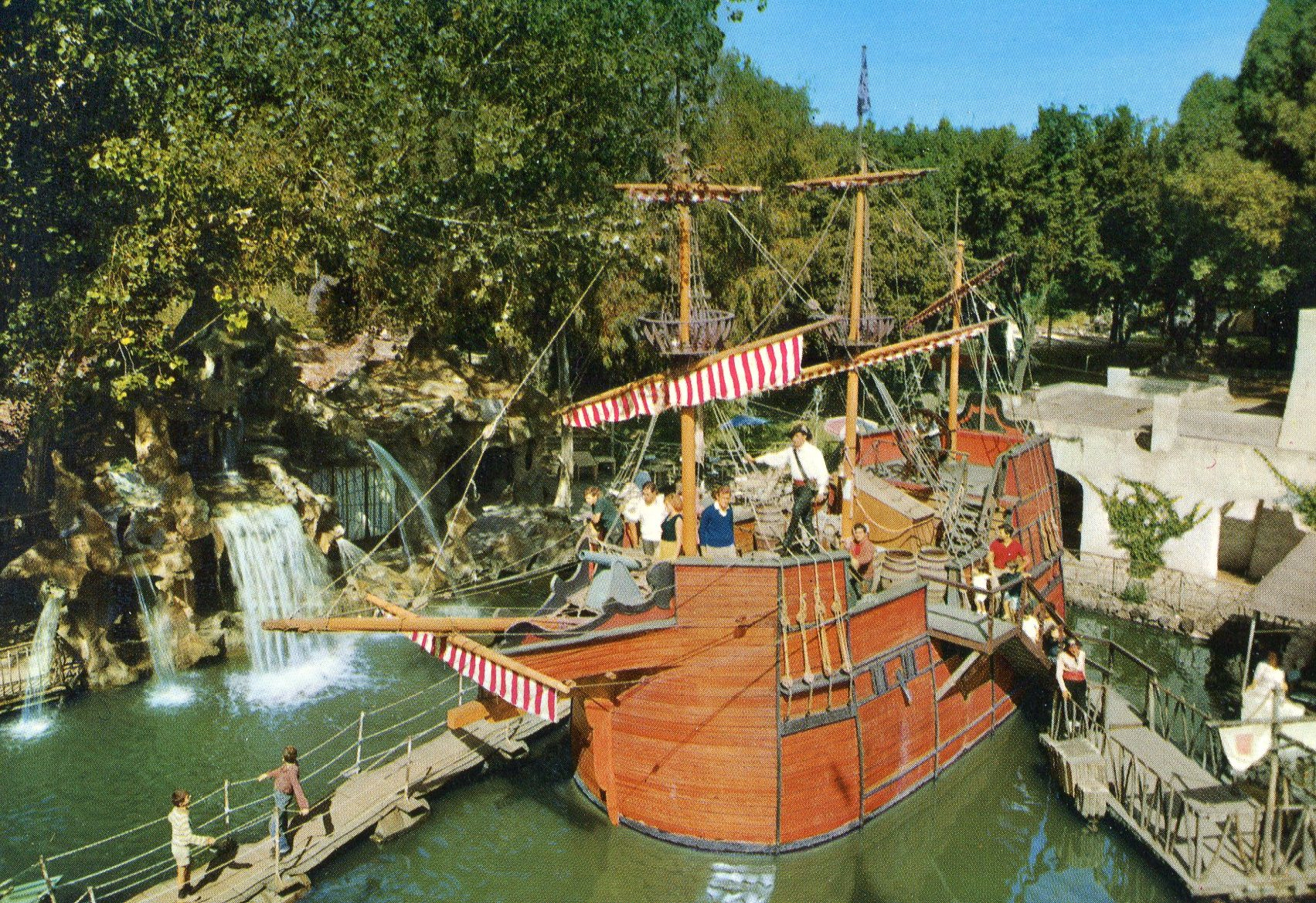
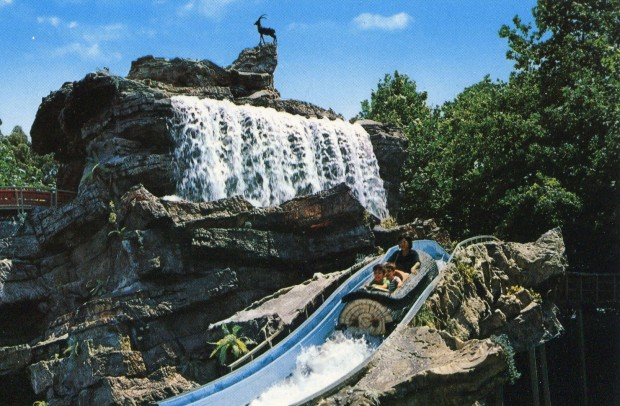

## Principales attractions

### Montagnes russes
| Nom   | Type                    | Constructeur | Année |
| ----- | ----------------------- | ------------ | ----- |
| Bruco | Montagnes russes junior |              | 2018  |

### Anciennes montagnes russes
| Nom            | Type                      | Constructeur | Ouverture | Fermeture |
| -------------- | ------------------------- | ------------ | --------- | --------- |
| Brucomela      | Montagnes russes junior   |              | 2004      | 2009      |
| Mont Blank     | Montagnes russes en métal | S.D.C.       |           | 2001      |
| Roller Coaster | Montagnes russes en métal | Pinfari      | 2012      | 2012      |
| Thriller       | Montagnes russes en métal | Pinfari      | 2010      | 2010      |

### Attractions aquatiques
| Nom     | Type   | Constructeur | Année |
| ------- | ------ | ------------ | ----- |
| Tronchi | Bûches |              |       |

### Autres
- Autoscontro - Auto-tamponneuses
- Le Beffe - walkthrough avec animatroniques
- Carosello - carrousel
- Castello di Lord Sheidon - walkthrough avec animatroniques
- Dominator - Top Spin
- Galeon Pirata - représentation d'un vaisseau corsaire
- Il Maniero - Parcours scénique
- Happy Swing - Happy Swing
- Jumbo - manège avions
- Jump Around - Jump Around, Zamperla
- Kartodromo Galdieri - Circuit de karting
- Mini Autoscontro - Auto-tamponneuses pour enfants
- Ranger - Ranger
- Ruota Panoramica - Grande roue
- Saltamontes - Techno jump
- Salto Trampolino - Trampolines
- Vecchia America - village Far West
- Treinino di Edenlandia - Train panoramique